# Numărul fiarei

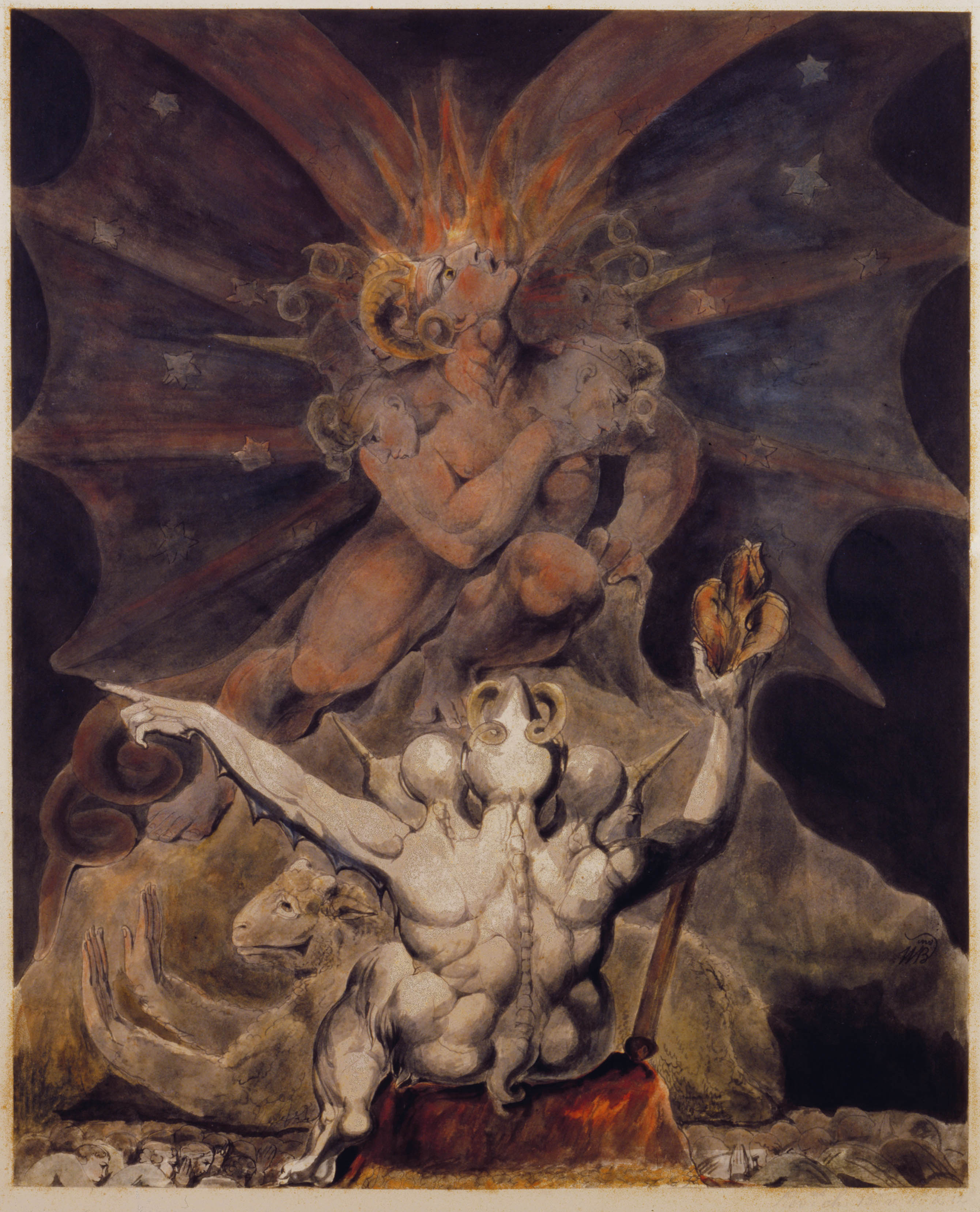
Numărul fiarei este 666 de William Blake

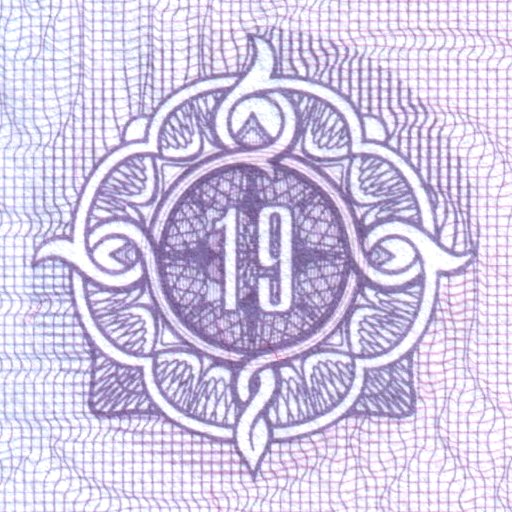
Element grafic de pe pașaportul rusesc pe care unii oameni identifică 666

Numărul fiarei (greacă: Άριθμὸν τοῦ θηρίου, transliterat - Arithmon tou Thēriou) este un concept din Cartea Apocalipsei din Noul Testament care descrie Fiara. Numărul este 666 în majoritatea manuscriselor și a traducerilor, deși în unele manuscrise antice numărul este 616. În jur de 2005, un fragment din Papyrus 115, luat de pe situl Oxyrhynchus, a fost descoperit la Ashmolean Museum al Oxford University. El reda numărul fiarei drept 616 (χις). Acest fragment este cel mai vechi manuscris (în jur de 1700 ani) al cap. XIII din Apocalipsa la data de 2017. Codex Ephraemi Rescriptus, cunoscut dinaintea descoperirii Papyrus 115 dar ulterior acestuia, are 616 scris cu litere: ἑξακόσιοι δέκα ἕξ, hexakosioi deka hex (lit. „șase sute șaisprezece”).
Apocalipsa 13:17 -18: Și nimeni să nu poată cumpăra sau vinde fără să aibă semnul acesta, adică numele fiarei sau numărul numelui ei. Aici e înțelepciunea. Cine are pricepere să socotească numărul fiarei. Căci este un număr de om. Și numărul ei este șase sute șaizeci și șase.
666 de talanți de aur au pus ca impozit evreii neamurilor. (3 Regi 10,14 si 2; Par. 9,13). 
Majoritatea cercetătorilor consideră că numărul fiarei reprezintă o aluzie către împăratul roman Nero. Alte interpretări au fost: Mohamed, Papa de la Roma, Martin Luther, Hitler, Stalin etc.
Numărul numelui reprezintă suma valorilor numerice ale literelor (cifre romane) care alcătuiesc numele.
Totuși, unii autori fac haz de această teorie: de exemplu, scriitorul Philip Kerr face aluzie la proprietățile numărului 666 și la tabelul:
| 28 | 4  | 3  | 31 | 35 | 10 |
| 36 | 18 | 21 | 24 | 11 | 1  |
| 7  | 23 | 12 | 17 | 22 | 30 |
| 8  | 13 | 26 | 19 | 16 | 29 |
| 5  | 20 | 15 | 14 | 25 | 32 |
| 27 | 33 | 34 | 6  | 2  | 9  |

.